# Provincia de Rímini
Rímini (en italiano: provincia di Rimini) es una provincia de la región de la Emilia-Romaña, en Italia. Su capital, y ciudad más poblada, es la ciudad de Rímini.
La provincia, con una larga tradición turística, es bien conocida por sus balnearios de Rímini, Riccione, Bellaria-Igea Marina, Misano Adriatico y Cattolica a lo largo de 30 km de la costa adriática.

## Historia
La provincia de Rímini fue creada en 1992 con partes de la anterior provincia de Forlì, que entonces cambió su nombre al actual de Forlì-Cesena.
Luego de un referéndum en 2006, los municipios de Casteldelci, Maiolo, Novafeltria, Pennabilli, San Leo, Sant'Agata Feltria y Talamello pasaron de la provincia de Pesaro y Urbino a la provincia de Rímini el 15 de agosto de 2009.
Además, tras el referéndum en 2007, los municipios de Montecopiolo y Sassofeltrio siguieron el mismo camino el 17 de junio de 2021.

## Geografía

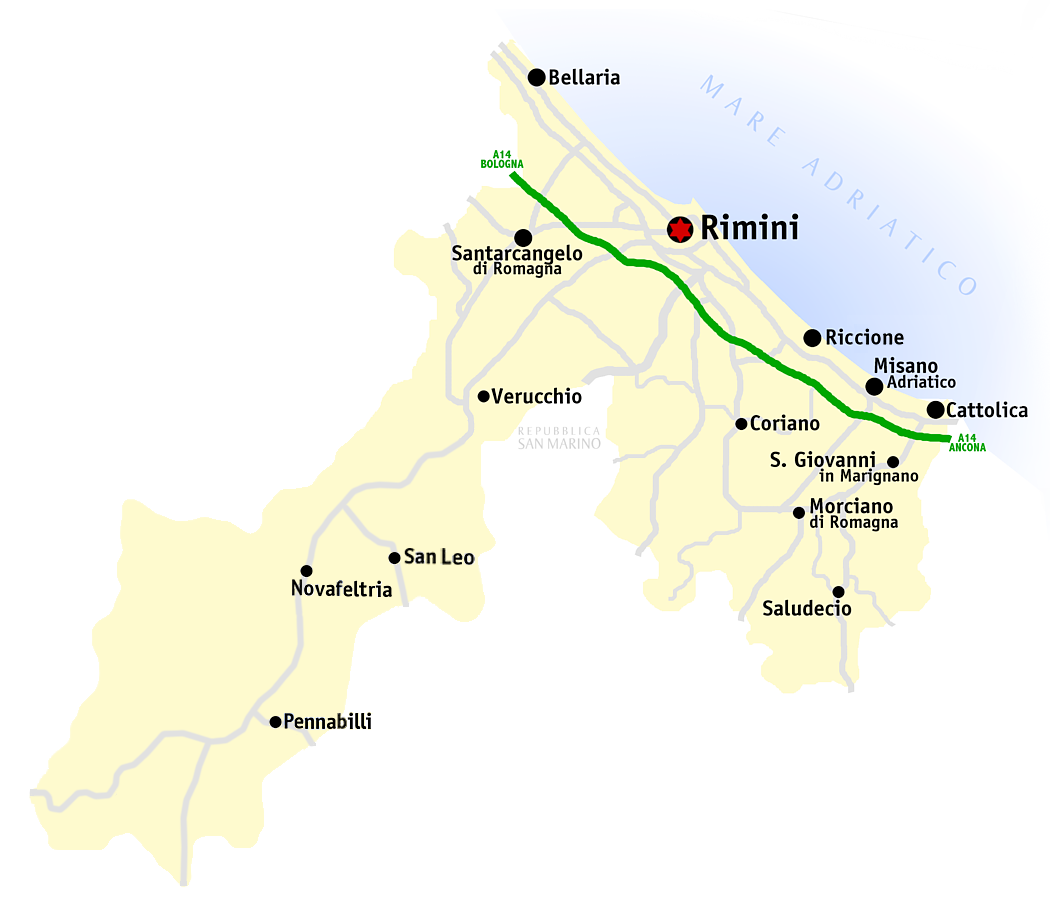
Mapa de la provincia de Rímini.

La provincia de Rímini tiene una superficie de 864,88 km², siendo la menor provincia de la Emilia-Romaña. En el territorio de la provincia se diferencia cuatro zonas:
1. El noroeste de la provincia que corresponde con el extremo final de la llanura Padana (en italiano: Pianura Padana) o valle del Po.
2. Una franja estrecha a lo largo del mar Adriático; aquí se encuentra la capital de la provincia, Rímini.
3. Una región de pequeñas colinas en gran parte del oeste y el sur de la provincia.
4. Los Apeninos tosco-romañolos se encuentran en el suroeste de la provincia.

El principal río en la provincia es el Marequia que nace la provincia de Arezzo y desemboca en el Adriático cerca de la ciudad de Rímini luego de un recorrido de 70 km.

### Límites
La provincia de Rímini limita al norte con la provincia de Forlì-Cesena, al sur con la provincia de Pesaro y Urbino (región de las Marcas) y la República de San Marino, y al oeste con la provincia de Arezzo (región de Toscana). Al este de la provincia se encuentra el mar Adriático.

## Población
Al 1 de enero de 2016, la población de la provincia era de 335 463, para una densidad poblacional de 387,87 habitantes/km². Los municipios con más habitantes son Rímini (147 750 habitantes) y Riccione (34 965 habitantes). El municipio con menor población es Casteldelci con 407 habitantes.
Evolución de la población en la provincia de Rímini
† Población estimada al 1 de enero de 2016

## División administrativa
La siguiente tabla muestra los 45 municipios (en italiano: comuni) con su población,  su superficie y altitud.
| N.º | Municipio                 | Población | Superficie (km²) | Densidad | Altitud (m) |
| --- | ------------------------- | --------- | ---------------- | -------- | ----------- |
| 1   | Bellaria-Igea Marina      | 19 519    | 18,17            | 1074,24  | 3           |
| 2   | Casteldelci               | 407       | 49,68            | 8,19     | 618         |
| 3   | Cattolica                 | 17 125    | 6,20             | 2762,1   | 12          |
| 4   | Coriano                   | 10 502    | 46,77            | 224,55   | 102         |
| 5   | Gemmano                   | 1158      | 18,85            | 61,43    | 404         |
| 6   | Maiolo                    | 848       | 24,28            | 34,93    | 590         |
| 7   | Misano Adriatico          | 13 014    | 22,35            | 582,28   | 3           |
| 8   | Mondaino                  | 1394      | 19,84            | 70,26    | 400         |
| 9   | Montecopiolo              | 1074      | 35,81            | 29,99    | 915         |
| 10  | Montefiore Conca          | 2269      | 22,32            | 101,66   | 385         |
| 11  | Montegridolfo             | 1012      | 6,94             | 145,82   | 290         |
| 12  | Montescudo-Monte Colombo  | 6779      | 32,35            | 209,55   | 328         |
| 13  | Morciano di Romagna       | 7045      | 5,44             | 1295,04  | 83          |
| 14  | Novafeltria               | 7164      | 41,84            | 171,22   | 275         |
| 15  | Pennabilli                | 2869      | 69,80            | 41,1     | 629         |
| 16  | Poggio Torriana           | 5135      | 34,74            | 147,81   | 155         |
| 17  | Riccione                  | 34 965    | 17,50            | 1998     | 12          |
| 18  | Rímini                    | 147 750   | 135,71           | 1088,72  | 5           |
| 19  | Saludecio                 | 3120      | 34,27            | 91,04    | 343         |
| 20  | San Clemente              | 5577      | 20,70            | 269,42   | 179         |
| 21  | San Giovanni in Marignano | 9417      | 21,37            | 440,66   | 29          |
| 22  | San Leo                   | 2972      | 53,14            | 55,93    | 589         |
| 23  | Sant'Agata Feltria        | 2151      | 79,74            | 26,98    | 607         |
| 24  | Santarcangelo di Romagna  | 22 089    | 45,01            | 490,76   | 42          |
| 25  | Sassofeltrio              | 1355      | 21,08            | 64,28    | 468         |
| 26  | Talamello                 | 1104      | 10,59            | 104,25   | 386         |
| 27  | Verucchio                 | 10 078    | 27,30            | 369,16   | 300         |

## Galería

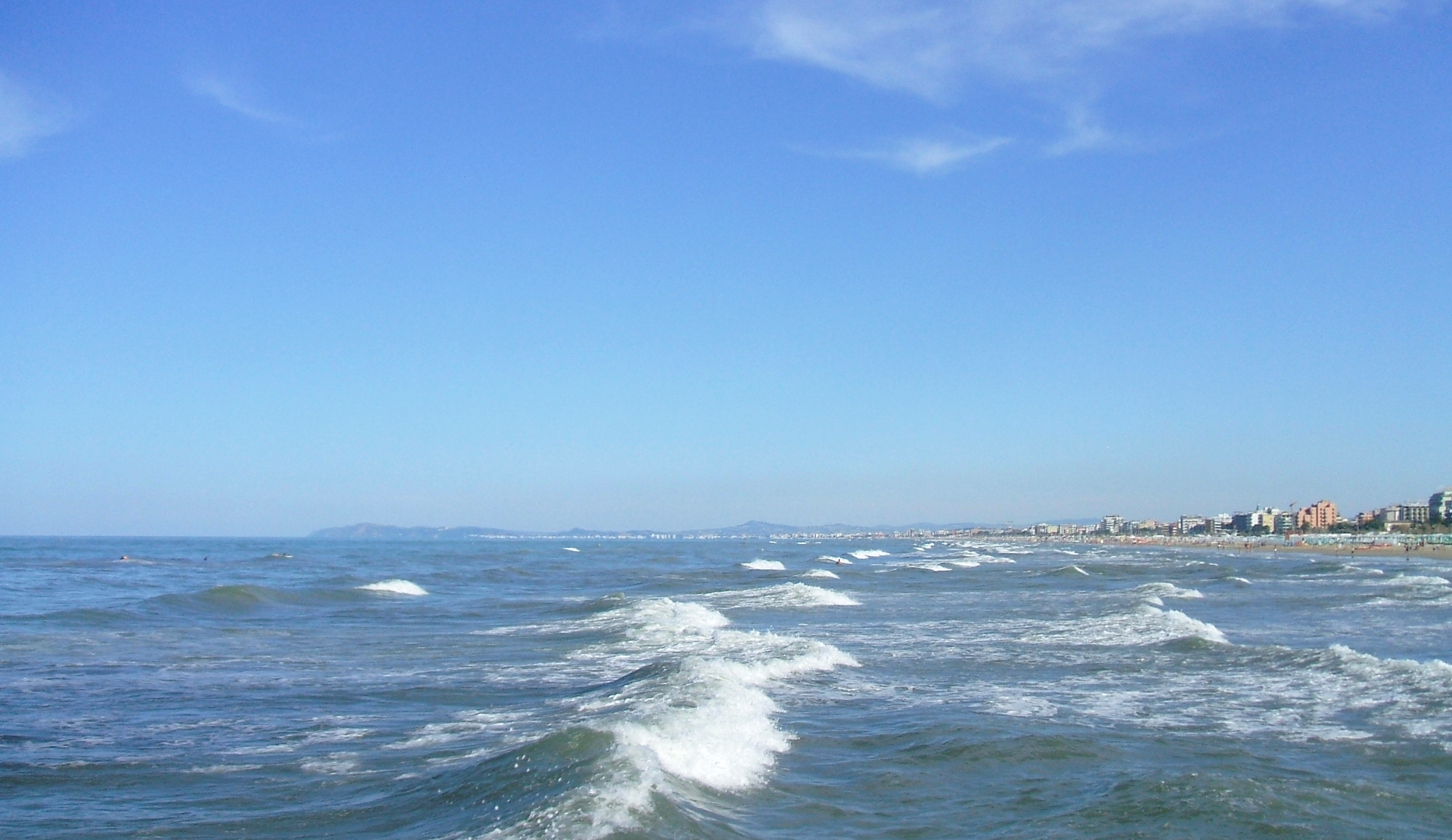
Rímini
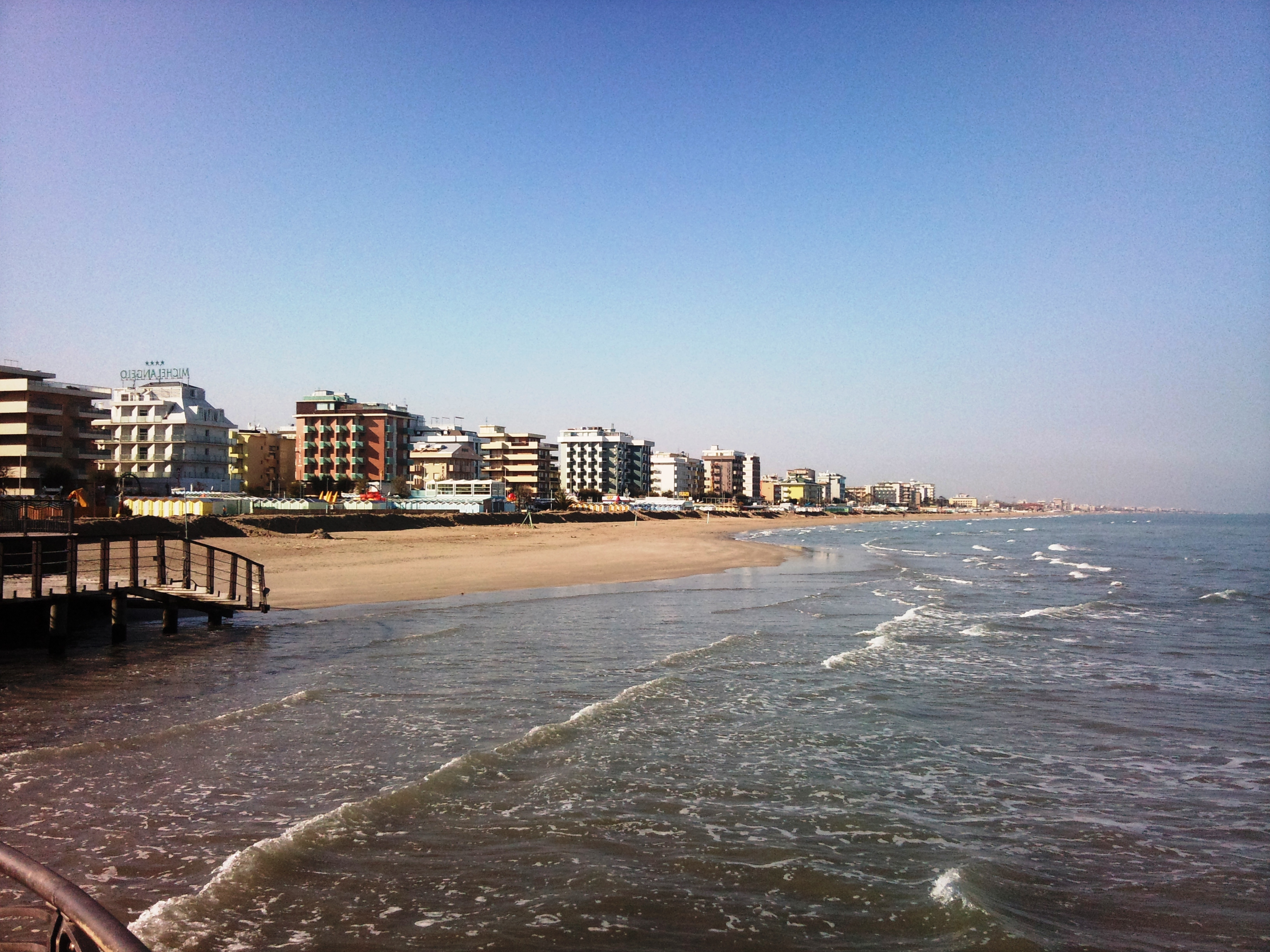
Riccione
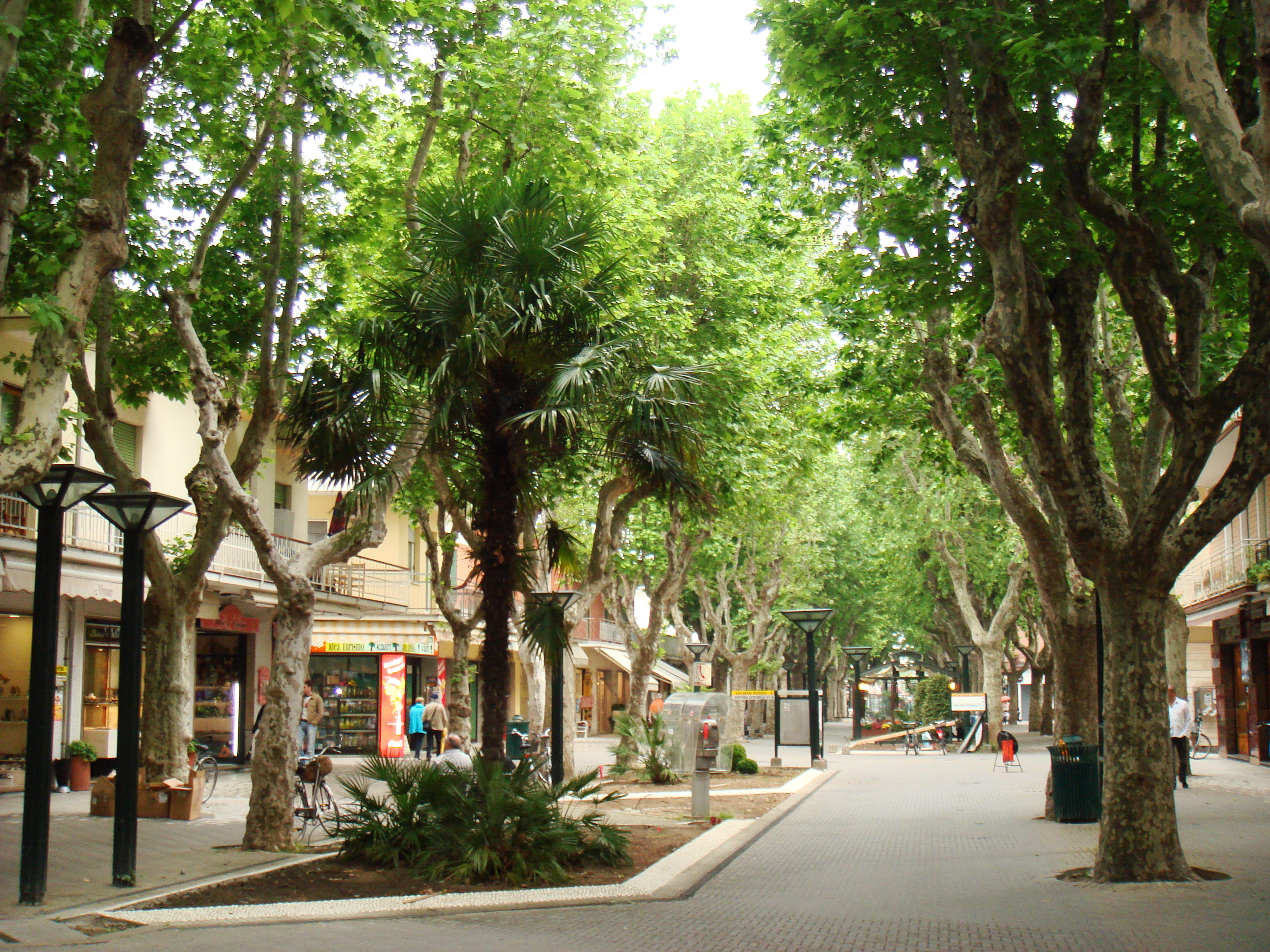
Bellaria-Igea Marina
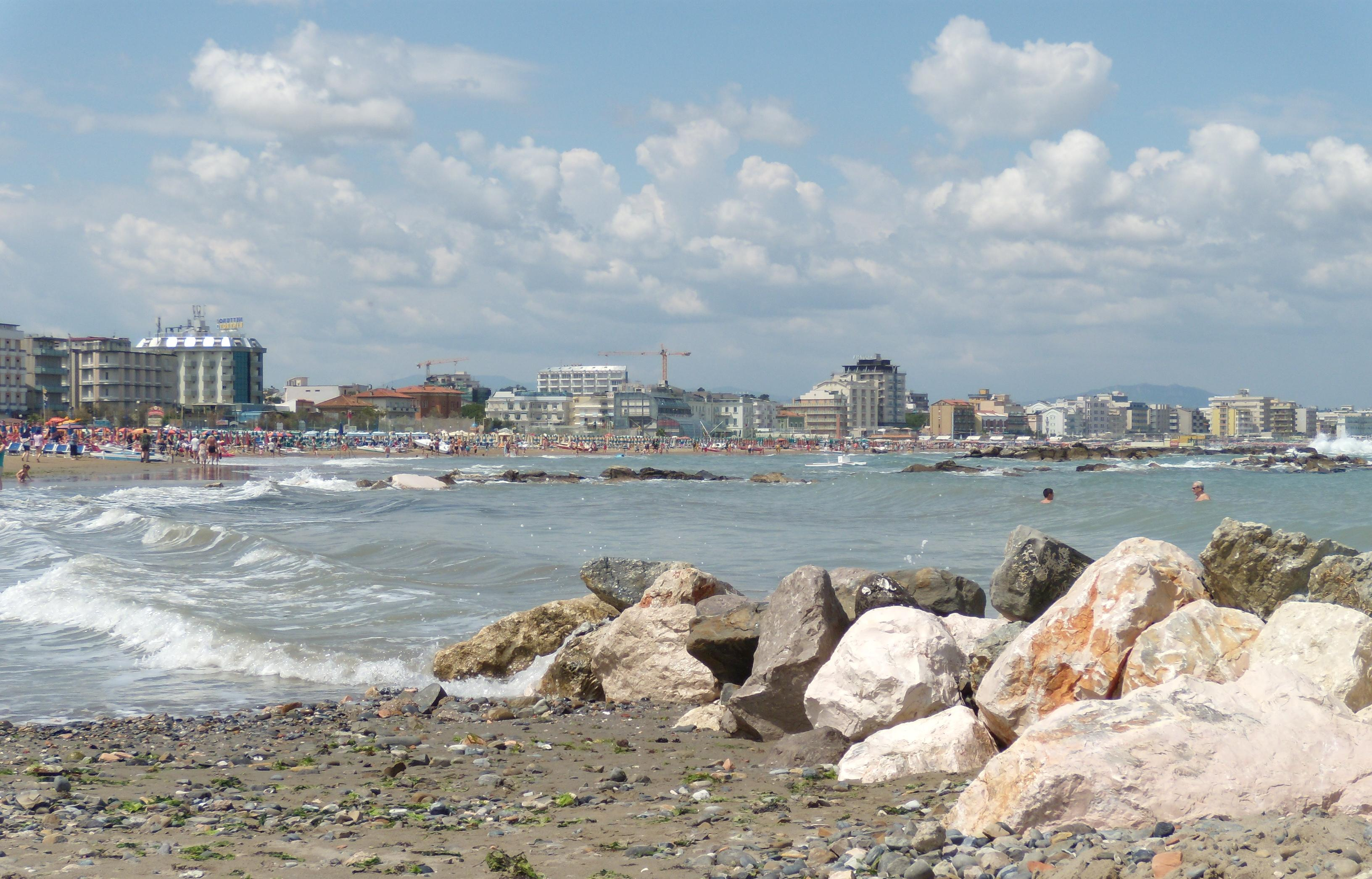
Cattolica